# Ministeri de Reforma Administrativa i Governança Electrònica de Grècia
El Ministeri de la Reforma Administrativa i Governança Electrònica (en grec: Υπουργείο Διοικητικής Μεταρρύθμισης και Ηλεκτρονικής Διακυβέρνησης) es va formar el 27 de juny de 2011 per Decret Presidencial 65/2011, a proposta del primer ministre Georgios Papandreu, amb el resultat de la divisió del Ministeri de l'Interior, Descentralització i Governança Electrònica i, en particular, l'establiment de la Secretaria General de l'Administració Pública i l'Administració Electrònica com un ministeri independent. Aquest últim es va establir per la recomanació del Ministeri de l'Interior, Administració Pública i Descentralització el 1995 amb la fusió dels aleshores ministeris de la Presidència del Govern i de l'Interior, i els serveis que comprenien des del departament antic. El Ministeri té la seu a l'avinguda Vasilissis Sofias 15, d'Atenes.
D'acord amb la decisió del Primer Ministre Y4/21.6.2012, ocupa el cinquè lloc en la jerarquia dels ministeris del gabinet grec.

## Ministres de Reforma Administrativa i Governança Electrònica (2011-2012)
| Nom                 | Entrada                | Sortida                | Govern                                            |
| ------------------- | ---------------------- | ---------------------- | ------------------------------------------------- |
| Dimitris Reppas     | 27 de juny de 2011     | 11 de novembre de 2011 | Govern de George Papandreou 2009                  |
| Dimitris Reppas     | 11 de novembre de 2011 | 17 de maig de 2012     | Govern de Lukàs Papadimos de 2011                 |
| Pavlos Apostolidis  | 17 de maig de 2012     | 21 de juny de 2012     | Govern provisional Panagiotis Pikrammenos de 2012 |
| Andonis Manitakis   | 21 de juny de 2012     | 25 de juny de 2013     | Govern d'Andonis Samaràs de 2012                  |
| Kiriakos Mitsotakis | 25 de juny de 2013     | Titular                | Govern d'Andonis Samaràs de 2012                  |